# Relations entre la Guinée et le Timor oriental
Les relations entre la Guinée et le Timor oriental décrivent les relations intergouvernementales entre la république de Guinée et le Timor oriental.

## Histoire
La Guinée est membre des États du g7+, dans lequel le Timor oriental joue un rôle de premier plan. Les deux États appartiennent au Groupe des 77, au Groupe AKP et au Mouvement des non-alignés.
En 2014, le Timor oriental a fourni 2 millions de dollars aux États de la Sierra Leone, du Libéria et de la Guinée pour lutter contre l'épidémie de fièvre Ebola.

## Diplomatie
Les deux États n'ont pas de représentation diplomatique dans l'autre pays.

## Entreprise
Pour 2018, l'Office statistique du Timor oriental (de) ne fait état d'aucune relation commerciale entre le Timor oriental et la Guinée.